# 軽野村
軽野村（かるのむら）は茨城県鹿島郡にかつて存在した村である。

## 地理
- 現在の神栖市の北部に位置する。
- 村域のほとんど平地になっている。
- 村は利根川の北岸に位置している。

## 歴史
村名はかつて存在した軽野郷に由来する。

### 村域の変遷
- 1889年（明治22年）4月1日 - 町村制施行により、木崎村・高浜村・石神村・田畑村・溝口村・柴崎村・萩原村・知手村・奥野谷村・日川村が合併し鹿島郡軽野村が発足。
- 1955年（昭和30年）3月1日 - 息栖村と合併し神栖村が発足。同日軽野村廃止。
- 1980年（昭和55年） - 旧村域の一部（日川の一部）が波崎町に編入。

変遷表
| 1868年 以前 | 1868年 以前 | 明治22年 4月1日 | 昭和30年 2月15日 | 昭和45年 1月1日 | 昭和55年      | 平成17年 10月11日 | 現在   |
| ----------- | ----------- | --------------- | ---------------- | --------------- | ------------- | ----------------- | ------ |
|             | 日川村      | 軽野村          | 神栖村           | 町制            | 波崎町 に編入 | 神栖町 に編入     | 神栖市 |
|             | 日川村      | 軽野村          | 神栖村           | 町制            | 神栖町        | 市制              | 神栖市 |
|             | 木崎村      | 軽野村          | 神栖村           | 町制            | 神栖町        | 市制              | 神栖市 |
|             | 高浜村      | 軽野村          | 神栖村           | 町制            | 神栖町        | 市制              | 神栖市 |
|             | 田畑村      | 軽野村          | 神栖村           | 町制            | 神栖町        | 市制              | 神栖市 |
|             | 溝口村      | 軽野村          | 神栖村           | 町制            | 神栖町        | 市制              | 神栖市 |
|             | 芝崎村      | 軽野村          | 神栖村           | 町制            | 神栖町        | 市制              | 神栖市 |
|             | 萩原村      | 軽野村          | 神栖村           | 町制            | 神栖町        | 市制              | 神栖市 |
|             | 石神村      | 軽野村          | 神栖村           | 町制            | 神栖町        | 市制              | 神栖市 |
|             | 知手村      | 軽野村          | 神栖村           | 町制            | 神栖町        | 市制              | 神栖市 |
|             | 奥野谷村    | 軽野村          | 神栖村           | 町制            | 神栖町        | 市制              | 神栖市 |

## 人口・世帯

### 人口
総数 [単位： 人]
| 1891年（明治24年） | 4,601 |
| 1920年（大正 9年） | 5,730 |
| 1935年（昭和10年） | 6,382 |
| 1950年（昭和25年） | 9,132 |

### 世帯
総数 [単位： 世帯]
| 1920年（大正 9年） | 1,189 |
| 1935年（昭和10年） | 1,205 |
| 1950年（昭和25年） | 1,538 |

## 交通

### 道路
- 二級国道
  - 国道124号